# Plattkow
Plattkow (niedersorbisch Błotko) ist ein Ortsteil der Gemeinde Märkische Heide im Landkreis Dahme-Spreewald (Brandenburg). Plattkow war bis 2003 eine eigenständige Gemeinde.

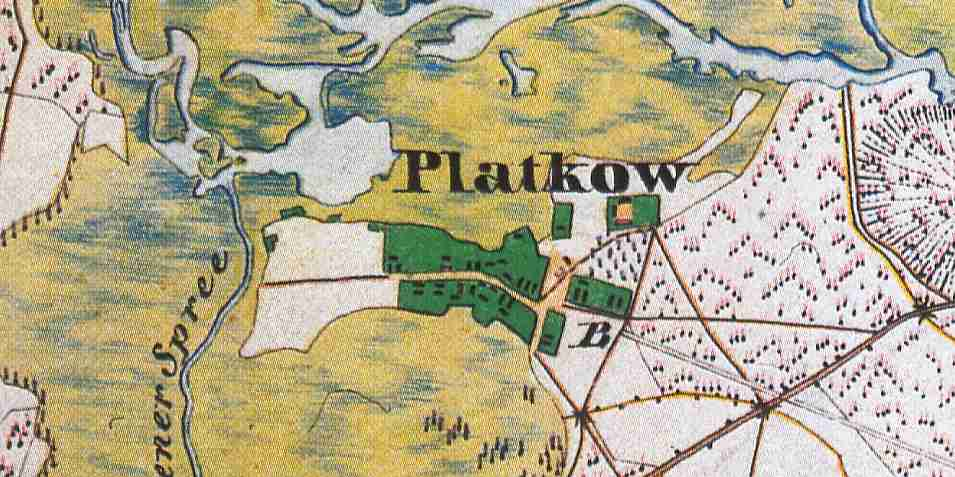
Plattkow auf dem Urmesstischblatt 3850 Kossenblatt von 1846. Ausschnitt

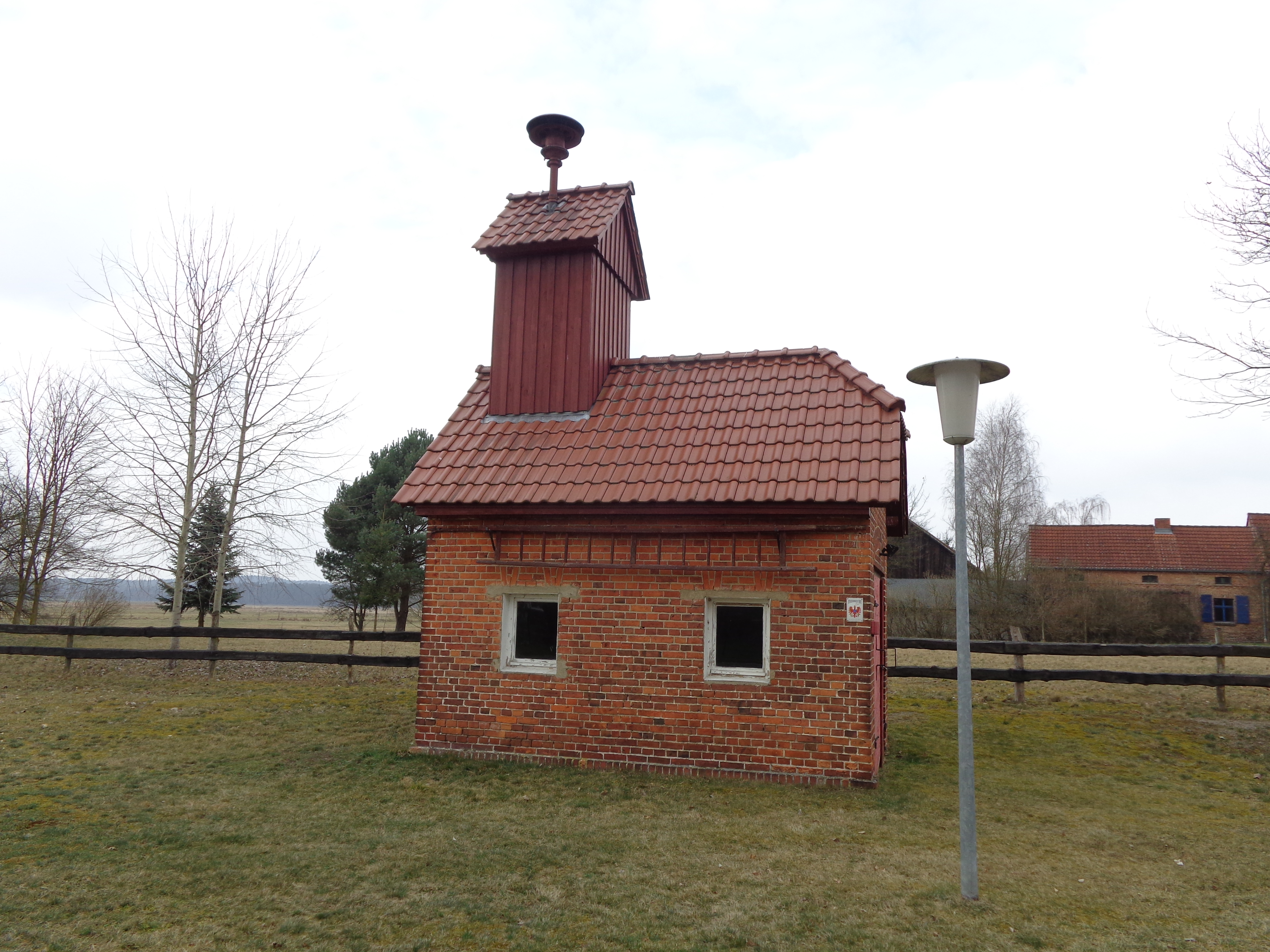
Feuerwehrhäuschen

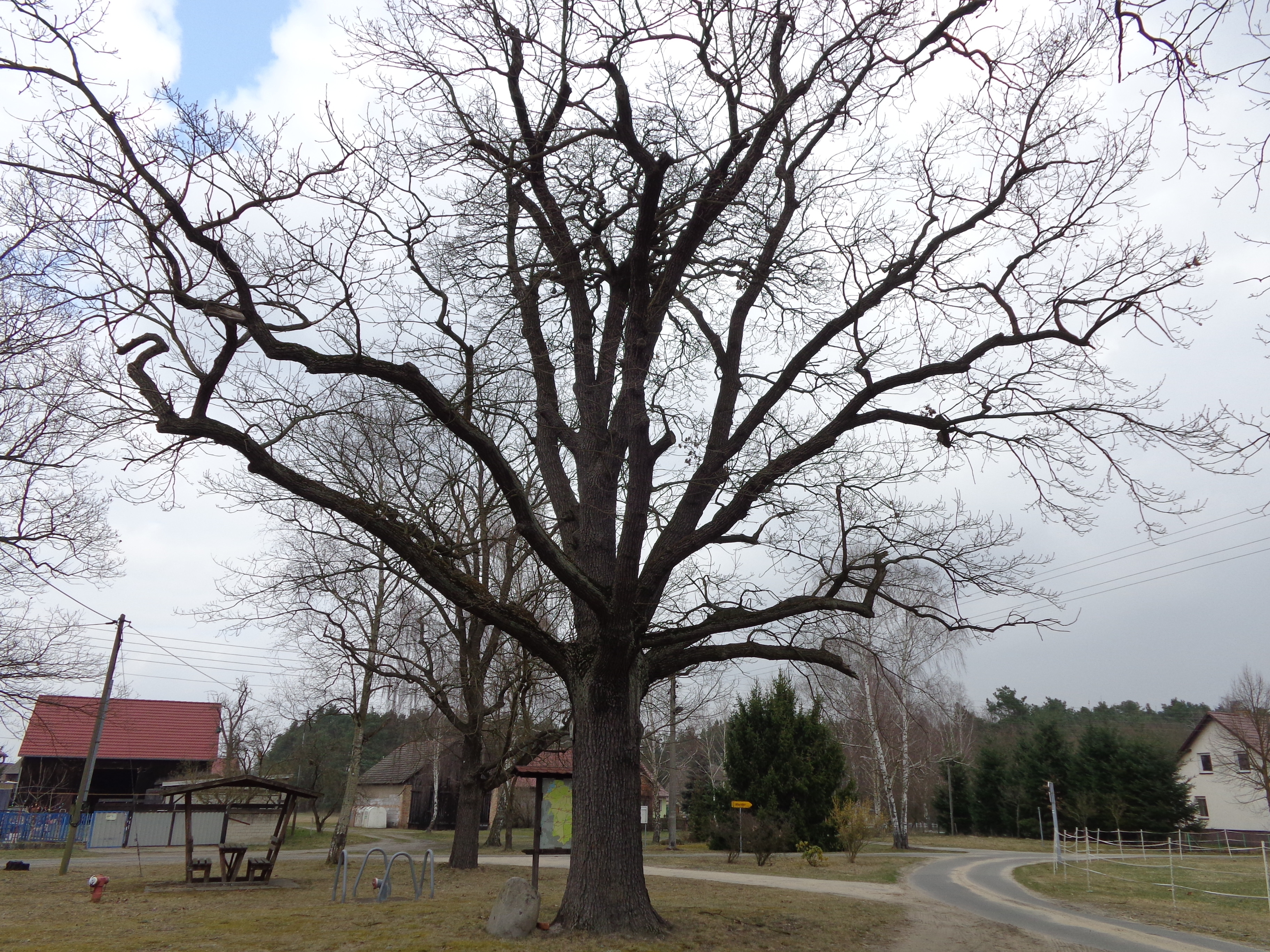
Friedenseiche auf dem Dorfplatz

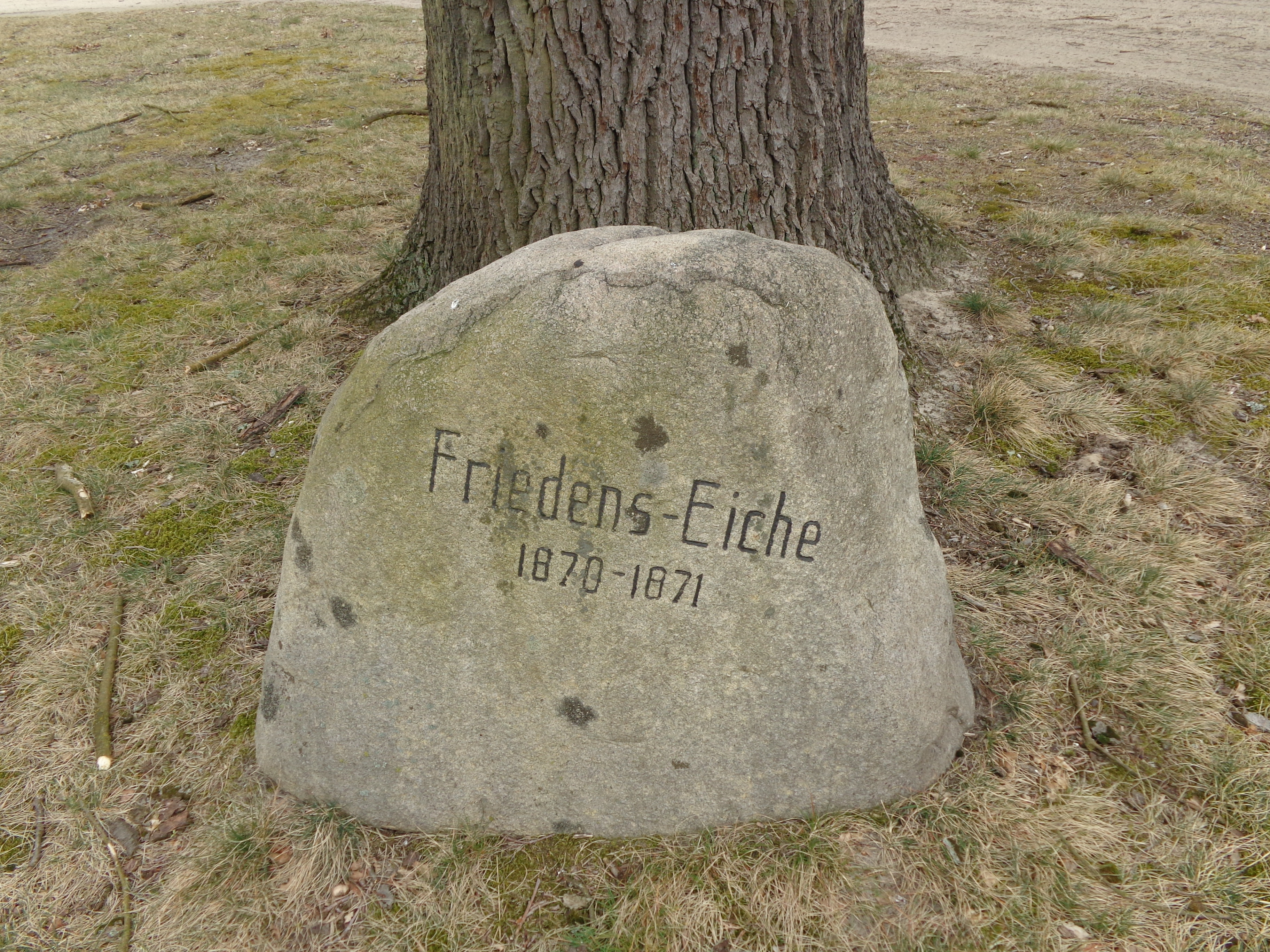
Gedenktafel unter der Friedenseiche

## Geographische Lage

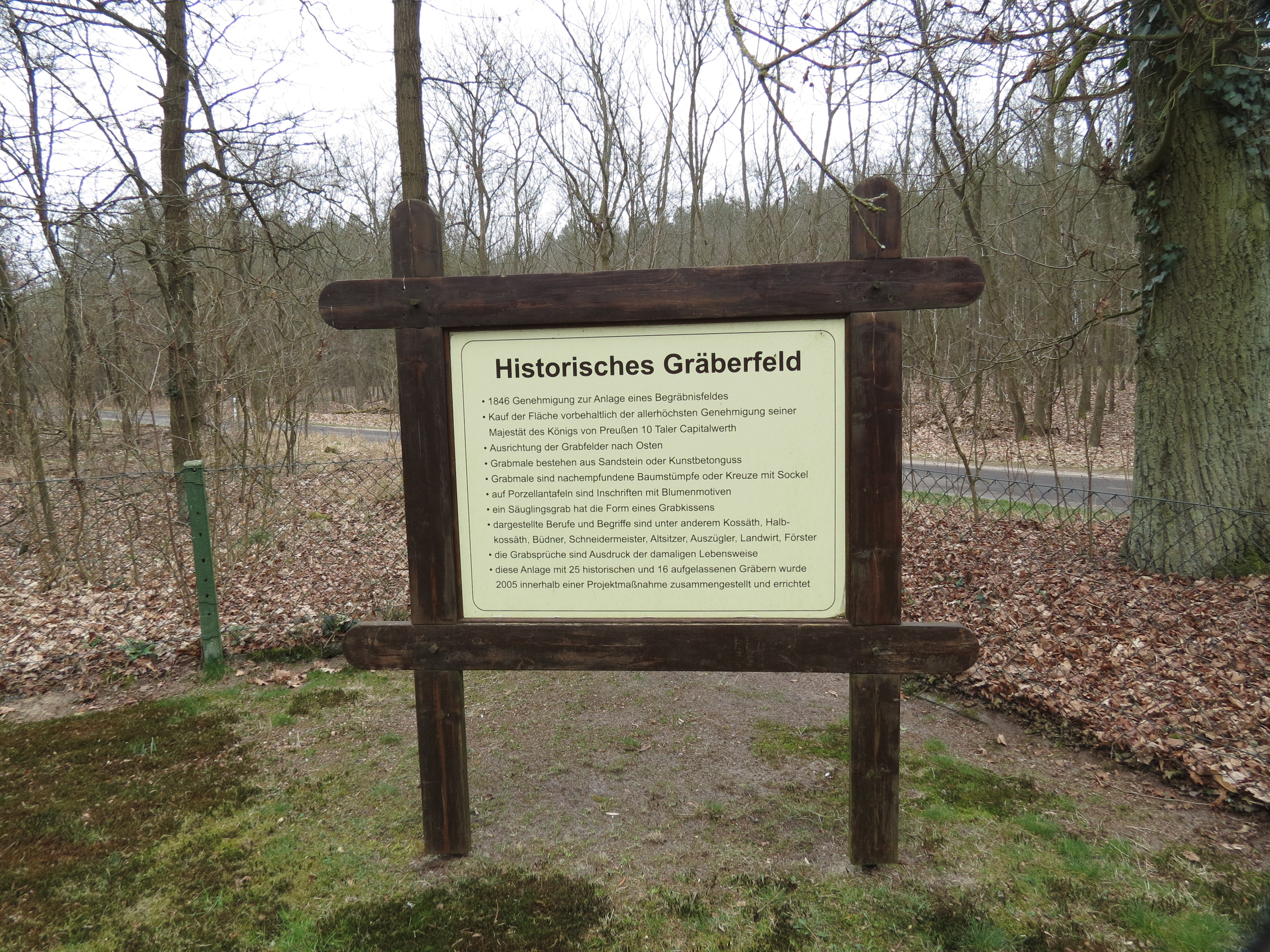
Waldfriedhof Plattkow, Historisches Gräberfeld, Erklärungstafel

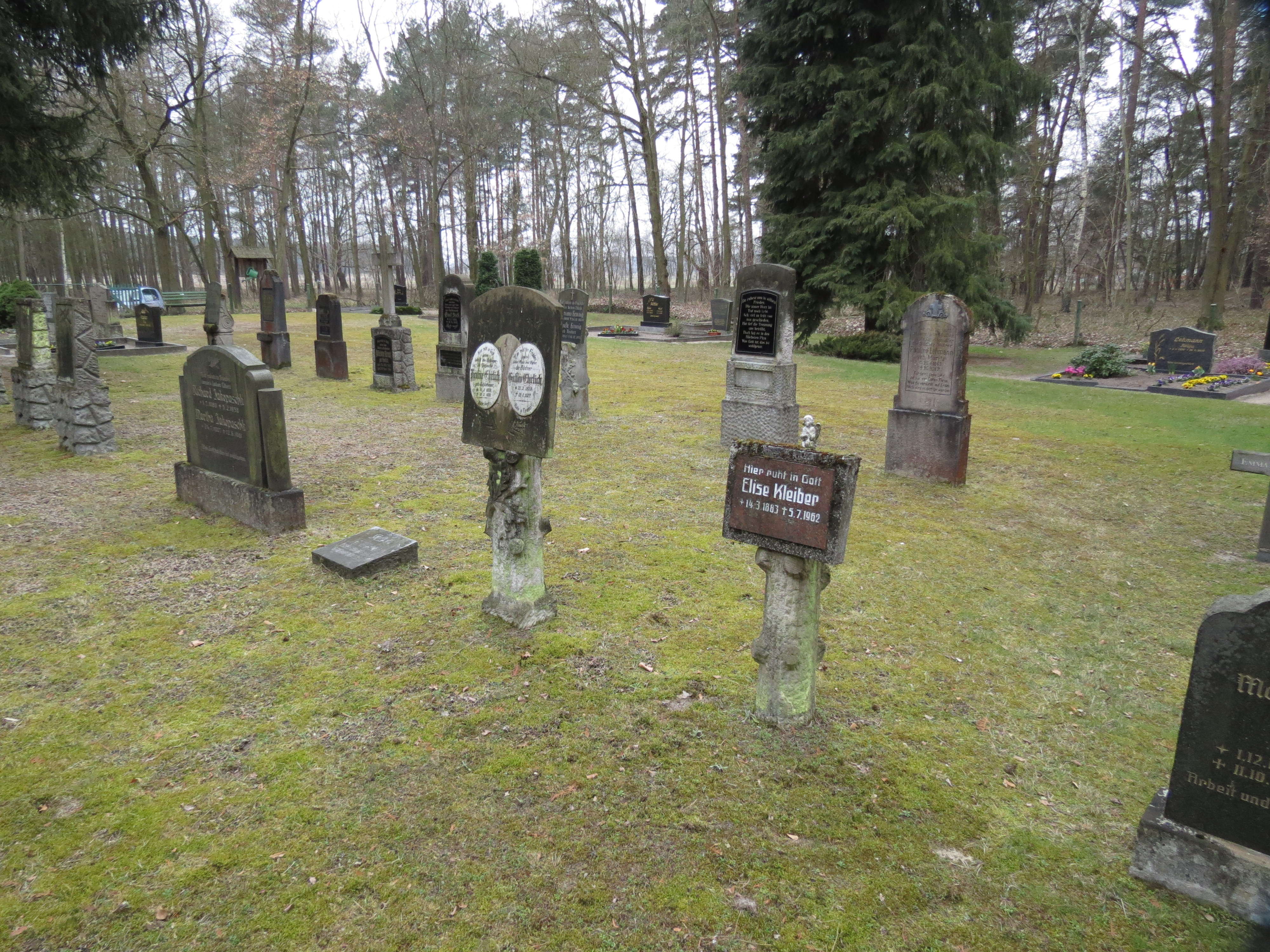
Blick über das Gräberfeld mit alten Grabdenkmalen

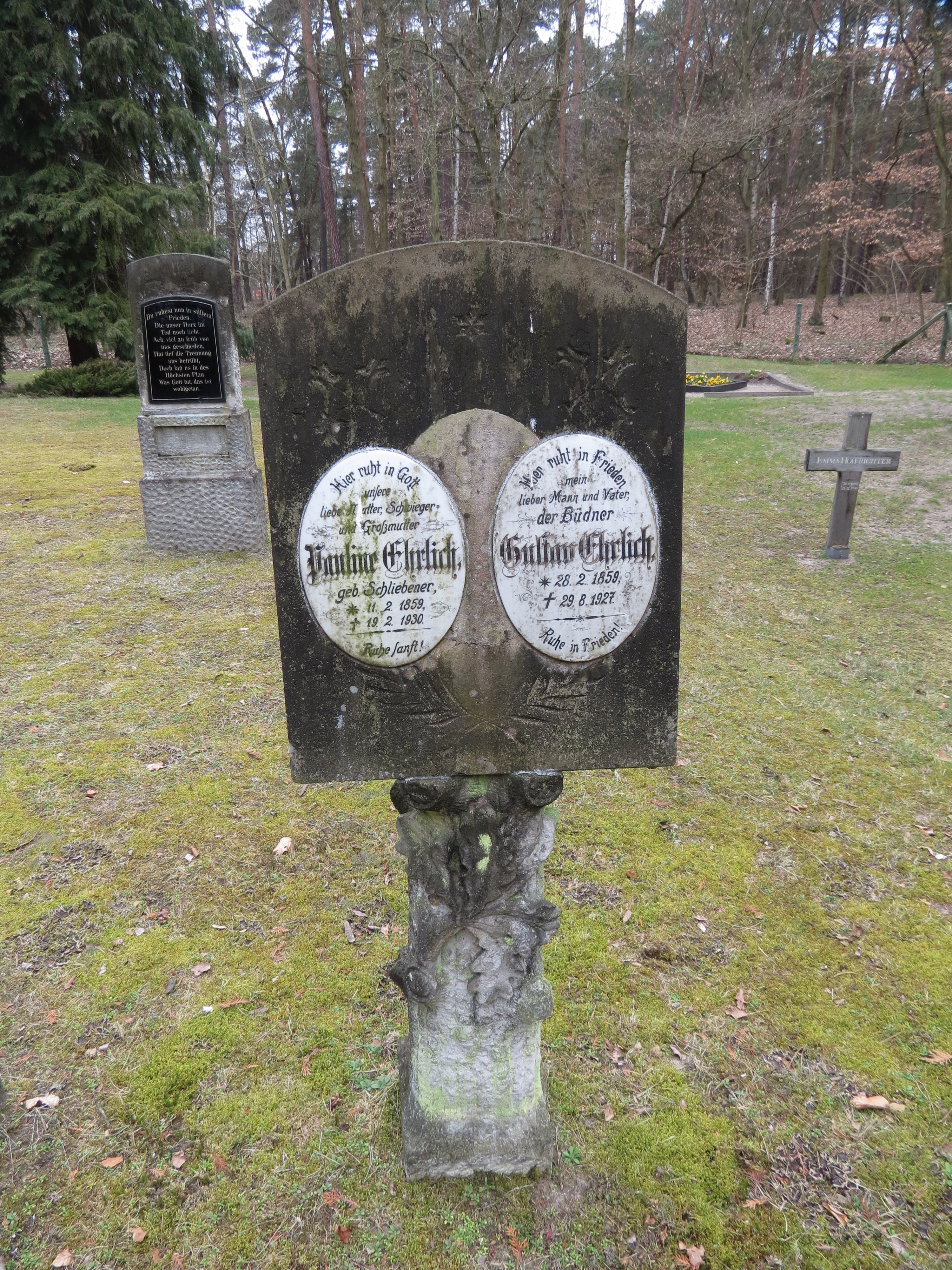
Grabdenkmal

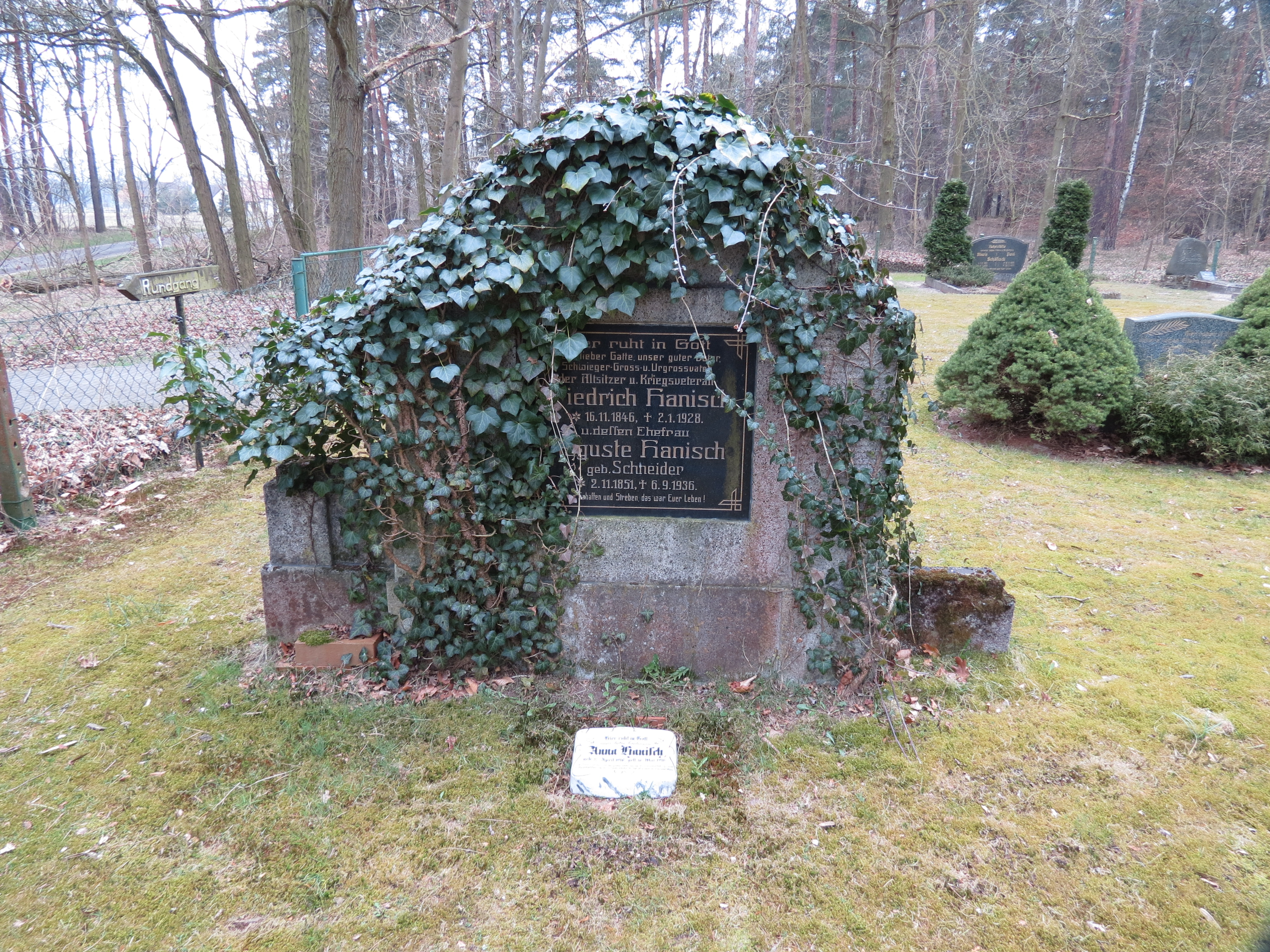
Grabdenkmal mit Grabkissen

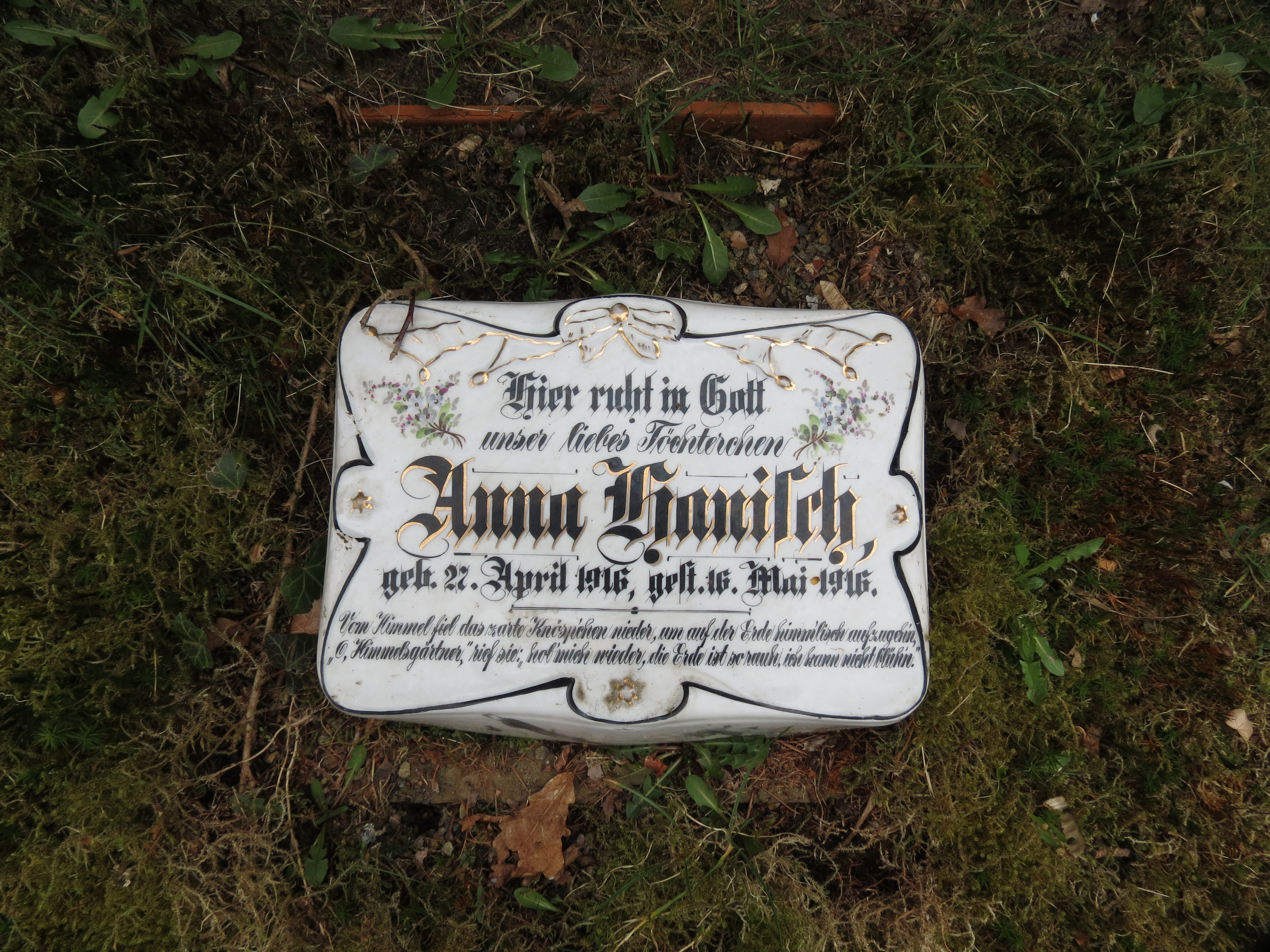
Grabkissen eines Säuglingsgrabes

Plattkow liegt ca. 17 km südöstlich von Storkow (Mark), etwa 17 km südwestlich von Beeskow und etwa 21 km nordöstlich von Lübben (Spreewald). Die Gemarkung grenzt im Norden an Werder/Spree und Kossenblatt (beide Orte sind Ortsteile der Gemeinde Tauche im Landkreis Oder-Spree), im Osten an Schuhlen-Wiese, im Süden an Wittmannsdorf-Bückchen und im Westen an Pretschen (letztere drei Orte sind Ortsteile der Gemeinde Märkische Heide). Plattkow ist über zwei Abzweigungen von der K6118, die von der L443 nach Werder/Spree verläuft, zu erreichen. Ein weiterer Verbindungsweg zweigt von der K6117 zwischen Wittmannsdorf und Pretschen ab. Das Dorf selber ist Sackgasse. Lediglich ein landwirtschaftlicher Weg führt weiter zu einer Brücke über die Pretschener Spree.
Drei größere Gewässer bilden über eine größere Erstreckung die Grenzen der Gemarkung. Im Norden gegen Werder/Spree ist es der Hauptarm der Spree, im Westen (gegen Pretschen) die Pretschener Spree und im Südwesten (ebenfalls gegen die Gemarkung Pretschen) der Gröditscher Landgraben. Im Nordwesten durchziehen einige Entwässerungsgräben die Gemarkung. Nur temporär wasserführend ist ein östlich des Ortskern von Südosten nach Nordwesten zur Spree verlaufender Graben. Höchster Punkt der Gemarkung ist der Westabhang des Schwarzen Berges, dessen höchster Punkt (65,5 m) aber bereits auf der Gemarkung von Kossenblatt liegt. Auf der Plattkower Seite der Gemarkungsgrenze werden noch etwa 56 m erreicht. Tiefster Punkt ist die Spree bei etwa 42,5 m. Der Ort selber liegt auf 44,9 m.

## Geschichte
Der Ort wird erst 1527 und damit vergleichsweise spät erstmals urkundlich als Platko erwähnt. Der Name leitet sich von niedersorbisch *błotko = nasser Wald, Laubwald, Bruchwald ab. Nach Rudolf Lehmann soll Plattkow nach der Dorfstruktur ein Straßendorf. Nach seiner Ausrichtung, annähernd Ost-West, war bzw. ist es ein zur Pretschener Spree gerichtetes Sackgassendorf. Bis 1815 war es Grenzort an der preußisch-sächsischen Grenze.
1708 wohnten sechs Kossäten und drei Büdner in Plattkow. Für 1710 werden dagegen nur drei Kossäten und drei Häusler angegeben. Das Dorf hatte mit 500 Gulden eine vergleichsweise geringe Schatzung. 1753 hatte der Ort 93 Einwohner. 1755 betrug die durchschnittliche Ernte (in Dresdner Scheffeln): 293 Scheffel Korn, 16 Scheffel Gerste, 9,5 Scheffel Hafer, 5,5 Scheffel Erbsen, 11 Scheffel Heidekorn (= Buchweizen), zwei Scheffel Hopfen und fünf Scheffel Lein. 1795 wohnten 22 Freibüdner im Ort, 1809 drei Ganzkossäten, ein Halbkossät und 11 Häusler. 1818 hatte Plattkow 17 Häuser und 121 Einwohner. Im Vergleich dazu ist das Dorf bis 1840 nicht größer geworden. Es gab immer noch 17 Wohnhäuser, in denen 123 Menschen wohnten.
1861 gab es in Plattkow eine Schule. In 17 Häusern lebten 130 Einwohner. 1864 wird ein Förster-Etablissement in der Nähe des Dorfes erwähnt (heute Forstamt: Brückenstraße 3). 1869 war der Gutsbezirk 799 Morgen groß, der Gemeindebezirk 433 Morgen. Um 1900 wurde die Niederlausitzer Eisenbahnstrecke Beeskow-Lübben (Spreewald) gebaut und 1901 eröffnet. Sie führt durch den südöstlichen Teil der Gemarkung. Plattkow erhielt aber keinen eigenen Haltepunkt, da die Bahnlinie sehr weit entfernt vom Ortskern vorbeigeht und der Haltepunkt Wittmannsdorf näher lag, als ein eigener Haltepunkt. 1928/29 wurden Gemeindebezirk und Gutsbezirk vereinigt. Damit erhielt Plattkow die doch große und sehr lang gestreckte Gemarkung.

### Besitzgeschichte
Am 17. Oktober 1527 erhielten Ebolt und Christoff von Krummensehe die Dörfer Plattkow und Wiese mit allem Zubehör von der böhmischen Krone zu Lehen, wie es auch schon ihre Vorfahren innegehabt hatten. Dabei handelte es sich um eine Wiederbelehnung nach dem Tod des böhmisch-ungarischen Königs Ludwig II. in der Schlacht bei Mohács 1526. Damit dürfte die Familie von Krummensee bereits in der 2. Hälfte des 15. Jahrhunderts in Plattkow gesessen haben. Bei der Landesmusterung der Niederlausitz, die 1528 in Guben abgehalten wurde, erschienen die von Krummensee mit einem gerüsteten Fußknecht. Die von Krummensee waren ein markbrandenburgisches Adelsgeschlecht aus dem Dorf Krummensee im Niederbarnim. Dort saß die Familie bereits 1375. 1538 starb Christoph von Krummensee, und Ebolt erhielt Plattkow und Wiese für sich allein zu Lehen. Zur „Gesamten Hand“ (oder Gesamtbelehnung) wurde sein Vetter Hans von Krummensee zugelassen. Dieser erbte den Besitz nach dem Tod des Ebolt, der ohne Leibeserben geblieben war, und verkaufte die Güter schließlich am 6. November 1543 an Georg von der Zauche. Georg von der Zauche besaß außerdem die sog. „Lamsfeldschen Güter“ (Lamsfeld, Jessern, Jamlitz und Staakow), die Dörfer Groß Leine, Leibchel und Leeskow. Die zwei Dörfer Plattkow und Wiese wurden aber nicht an die anderen Besitzungen angeschlossen, sondern immer getrennt durch einen Vogt verwaltet. Auf Georg von der Zauche folgte sein Sohn Christoph nach, der 1570 vom Landvogt der Niederlausitz die Erlaubnis zum Bau einer Windmühle in Wiese erhielt. Allerdings mehrten sich auch die Grenzstreitigkeiten mit den nördlichen Nachbarn, die Orte Werder/Spree und Kossenblatt, die bereits zur Herrschaft Beeskow gehörten. Schließlich schaukelten sich die Streitereien über Hutungen, Felder und Reisungen bis zu Tätlichkeiten und „Scharmützeln“ hoch. Am 4. November 1575 verstarb Christoph und am 15. September 1576 wurden seine Söhne Hans und Abraham mit den väterlichen Gütern belehnt. Der Besitz der von der Zauche war stark verschuldet und mit dem Verkauf von Plattkow und Wiese am 11. März 1582 wurden sie einerseits den ständigen Ärger mit den nördlichen Nachbarn los, andererseits konnten sie auch ein wenig die Schuldenlast drücken. Käufer war der kurbrandenburgische Kämmerer Georg von Oppen, der damals auch Besitzer von Werder/Spree und Kossenblatt war. Mit dem Kauf und der Inkorporierung in das Gut Kossenblatt waren auch die Grenzstreitigkeiten beseitigt worden. Der Kaufpreis betrug 9.250 Gulden. Der Verkauf der beiden Dörfer beinhaltete alles Zubehör, Seen und Fischereien, den „Enttenschlag“ und „Finckengertten“, die Mühlen und Windmühlgerechtigkeit, die obersten und niedersten Gerichte „zu Hand, und Halß, Leib und Leben“. Der Käufer war befreit von Ritterdiensten, die die von der Zauche auf Lamsfeld übernahmen. Georg d. Ä. von Oppen heiratete 1583 Anna von Klitzing, Tochter des Andreas von Klitzing und seiner Frau Barbara von Flanß. Georg gehörte außerdem Nichel (Gemeinde Mühlenfließ) und Fredersdorf (Stadt Bad Belzig) im Fläming. Anna von Klitzing starb 1606, Georg 1609 unter Hinterlassung von fünf Söhnen (Christian, Georg, Caspar, Christoph und David) und sieben Töchtern (sechs sind genannt: Catharina, Anna, Elisabeth, Sophia, Maria und Sabina)). Beider Grabsteine befinden sich in der Kossenblatter Kirche. Die Söhne Georg’s teilten den Besitz zunächst nicht, sondern überließen ihn für 1600 Talern ihrem Bruder Caspar. 1644 erwarb Georg d. J. von Oppen von Joachim-Friedrich Schenk von Landsberg auf Buchholz das Dorf Groß Köris in der Herrschaft Teupitz für 4796 Taler. Erst 1648 trat Caspar seinem Bruder David die Dörfer Plattkow und Wiese für 2.200 Taler ab, behielt sich jedoch die Plattkowische Heide, den Wald Splau genannt mit allen Gerechtigkeiten vor sowie auch die Jagd auf den beiden Feldmarken. Der dritte überlebende Bruder Georg erhielt die Güter Krausnick in der Herrschaft Storkow, Schwenow in der Herrschaft Beeskow und das 1644 erworbene Groß Köris. Caspar war mit Catharina geb. von Oppen verheiratet, mit der er zwei Söhne Friedrich und Caspar hatte. Er starb am 5. November 1649 in Kossenblatt. Georg war 1651 bereits verstorben. Er hatte die Söhne Erdmann, Caspar, David, Joachim und Christoph und die Töchter Anna, Sybille und Sabine hinterlassen. David auf Plattkow und Wiese war mit Barbara von Maltitz verheiratet. Von seinen sechs Söhnen erreichte nur Joachim das Erwachsenenalter, außerdem die Tochter Sabina, die mit Otto Heinrich v. Pannewitz auf Falkenberg und Babow bei Cottbus) verheiratet war David von Oppen starb 1661 im Alter von 59 Jahren. Sein Sohn und Erbe Joachim war mit Anna Catharina von Berge verheiratet; die Ehe blieb kinderlos. Nach dem Tod des Joachim von Oppen im Jahre 1677 fielen Plattkow und Wiese an die beiden Söhne von Caspar (d. Ä.), Friedrich und Caspar (d. J.). 1687 kamen die Dörfer Plattkow und Wiese an Caspar (d. J.), der in diesem Jahr den Lehenseid für beiden Orte ablegte. 1690 verkaufte er Plattkow ohne das Dorf Wiese auf zehn Jahre und Wiederkauf an Adolf von der Heyde für 1625 Taler. Der Verkauf scheiterte jedoch aus unbekannten Gründen, denn 1692 übernahm Christoph Haubold von Houwald den Ort. Interessanterweise nahm er auch noch seinen Vater, den Oberamtsregierungspräsidenten der Niederlausitz und Besitzer der Herrschaft Straupitz Willibald von Houwald sowie den Verkäufer Caspar d. Ä. von Oppen und seinen Mitbelehnten den Hofjägermeister Friedrich Wilhelm von Oppen in die „Gesamte Hand“ auf. Christoph Haubold von Houwald starb am 2. Juli 1693 mit nur 26 Jahren in Straupitz. Der Vater des Christoph schied aufgrund von Lehensfehlern aus. Daher folgte der kurbrandenburgische Oberförster Friedrich Wilhelm von Oppen nach, der Sohn des Friedrich von Oppen († 1680). Ihm gehörte außerdem noch ein Anteil an Kossenblatt. Da er nicht die Absicht hatte, Plattkow selber zu bewirtschaften oder dort zu wohnen, verkaufte er Plattkow für 2450 Taler auf 18 Jahre und Wiederkauf an Christian Adolf von der Heyde. Er hatte keine Leibeserben. Plattkow ging nun nach Ablauf der 18 Jahre und der Wiederkaufsfrist an den Landrat Georg Erdmann von Oppen. Dafür musste er zunächst ein Darlehen von 1600 Talern bei Joachim Heinrich von Stutterheim aufnehmen, und 1716 noch um eine Verlängerung der Frist bitten, da er das Darlehen nicht fristgerecht zurückbezahlen konnte. 1702 hatte Caspar d. J. von Oppen, damals königlich dänischer Fähnrich, bereits den Ort Wiese, nebst der Schlauheide (= Splau), die Plattkowische Heide und die dortige Schäferei um 5000 Taler an Hans Albrecht von Barfus verkauft. In diesem Verkauf bzw. Kauf war das Dorf Plattkow selber nicht enthalten, wie gelegentlich in der Literatur zu finden ist. Am 12. Mai 1738 (30. April 1738) verkaufte Georg Erdmann von Oppen den Ort Plattkow für 8.500 Taler und 100 Taler Schlüsselgeld an den König in Preußen Friedrich Wilhelm I. Dieser wies den Ort zunächst dem Amt Kossenblatt zu. Es diente der Versorgung des Prinzen August Wilhelm. Dieser erhielt 1748 den Lehnbrief für das in der sächsischen Niederlausitz gelegene Plattkow. Pro forma wurde er damit sächsischer Vasall. Formaler Lehensträger an Stelle des Prinzen wurde der Kammerherr Caspar Siegmund von Beerfelde. Nach dessen Tode 1748 wurde der Ordenshauptmann Johann Friedrich von Hayn Lehensträger. 1752 wurde das Vorwerk in Erbpacht an einen Lehniger gegeben und 1852 für 10.000 Taler vom Domänenfiskus zurückgekauft.
Nach der Topographisch-statistischen Uebersicht des Regierungsbezirks Frankfurth a. d. O. von 1820 gehört das Dorf im Jahre 1818 zum Domänenamt Kossenblatt. 1840 wurde es vom Rentamt Lübben verwaltet. 1842 wurde das Vorwerk wieder zurückgekauft und weitgehend in Forst umgewandelt. 1851 rechnet die Topographische Uebersicht des Appellationsgerichts-Departements Frankfurt a d. O. den Ort bereits zum Amt Trebatsch. Auch das Topographisch-statistische Handbuch des Regierungs-Bezirks Frankfurt a. O. von 1867 (Stichjahr 1864) führt Plattkow unter dem Hausfideikommißamt Trebatsch auf. Vermutlich ist die angebliche Zugehörigkeit des Ortes zum Amt Lübben 1840 in der Topographisch-statistischen Übersicht von 1844 (Stichjahr 1840) lediglich ein Fehler gewesen.
| Bevölkerungsentwicklung von 1818 bis 2002 | Bevölkerungsentwicklung von 1818 bis 2002 | Bevölkerungsentwicklung von 1818 bis 2002 | Bevölkerungsentwicklung von 1818 bis 2002 | Bevölkerungsentwicklung von 1818 bis 2002 | Bevölkerungsentwicklung von 1818 bis 2002 | Bevölkerungsentwicklung von 1818 bis 2002 | Bevölkerungsentwicklung von 1818 bis 2002 | Bevölkerungsentwicklung von 1818 bis 2002 | Bevölkerungsentwicklung von 1818 bis 2002 | Bevölkerungsentwicklung von 1818 bis 2002 | Bevölkerungsentwicklung von 1818 bis 2002 | Bevölkerungsentwicklung von 1818 bis 2002 | Bevölkerungsentwicklung von 1818 bis 2002 | Bevölkerungsentwicklung von 1818 bis 2002 |
| ----------------------------------------- | ----------------------------------------- | ----------------------------------------- | ----------------------------------------- | ----------------------------------------- | ----------------------------------------- | ----------------------------------------- | ----------------------------------------- | ----------------------------------------- | ----------------------------------------- | ----------------------------------------- | ----------------------------------------- | ----------------------------------------- | ----------------------------------------- | ----------------------------------------- |
| Jahr                                      | 1818                                      | 1846                                      | 1871                                      | 1890                                      | 1910                                      | 1925                                      | 1939                                      | 1946                                      | 1950                                      | 1964                                      | 1971                                      | 1981                                      | 1991                                      | 2002                                      |
| Einwohner                                 | 121                                       | 120                                       | 119                                       | 122                                       | 82                                        | 88                                        | 62                                        | 93                                        | 89                                        | 70                                        | 68                                        | 58                                        | 48                                        | 68                                        |

## Politische Zugehörigkeit
Das Dorf Plattkow gehörte zur Niederlausitz und war bis 1815 sächsisch. Ab 1815 gehörte es zu Preußen und zum Kreis Lübben. Das Rittergut und der Gutsbezirk gehörten noch 1855 zur Jurisdiktion des Kreisgerichts Beeskow, während das Dorf selber unter der Jurisdiktion des Kreisgerichts Lübben stand. Bei der Kreisreform von 1952 kam Plattkow zum (wieder) neu gebildeten Kreis Beeskow, der nach der Wende noch in Landkreis Beeskow umbenannt wurde. 1992 schloss sich Plattkow mit 16 anderen Gemeinden zum Amt Märkische Heide zusammen. 1993 wurden die drei Kreise Beeskow, Eisenhüttenstadt, Fürstenwalde sowie die kreisfreie Stadt Eisenhüttenstadt zum neuen Landkreis Oder-Spree zusammengeschlossen. Plattkow wurde jedoch nicht diesem neuen Kreis, sondern dem neuen Landkreis Dahme-Spreewald zugeordnet, der aus den Kreisen Lübben, Luckau und Königs Wusterhausen entstanden war. 2002 genehmigte der Innenminister des Landes Brandenburg den Zusammenschluss von acht Gemeinden zur neuen Gemeinde Märkische Heide. Der Zusammenschluss wurde zum 26. Oktober 2003 rechtswirksam. Die anderen Gemeinden des Amtes wurde per Gesetz in die neue Gemeinde eingegliedert, ebenfalls mit Wirkung zum 26. Oktober 2003. Das Amt Märkische Heide wurde zum selben Zeitpunkt aufgelöst. Seither ist Plattkow ein Ortsteil der Gemeinde Märkische Heide. Im Ort wird ein Ortsbeirat mit drei Mitgliedern gewählt. Ortsvorsteher (2014) ist Fred Bullack.

## Kirchliche Zugehörigkeit
Plattkow hat keine Kirche und hatte auch in der Vergangenheit keine Kirche. Es war nachweislich 1818, 1840 und 1860 eingepfarrt nach Wittmannsdorf. Plattkow gehört heute zum Pfarrsprengel Groß Leuthen im Evangelischen Kirchenkreis Niederlausitz.

## Denkmale und Sehenswürdigkeiten
Die Denkmalliste des Landes Brandenburg für den Landkreis Dahme-Spreewald verzeichnet keine Baudenkmale, dafür folgende Bodendenkmale:
- Nr. 12499 Flur 1: Rast- und Werkplatz Mesolithikum, Siedlung Bronzezeit
- Nr. 12500 Flur 1 Siedlung Bronzezeit, Siedlung Neolithikum, Rast- und Werkplatz Mesolithikum, Siedlung römische Kaiserzeit
- Nr. 12501 Flur 1: Siedlung Bronzezeit, Siedlung römische Kaiserzeit, Siedlung Neolithikum, Rast- und Werkplatz Mesolithikum
- Nr. 12502 Flur 1: Dorfkern Neuzeit, Dorfkern deutsches Mittelalter

## Natur und Naturschutz
An der Gemarkungsgrenze zu Werder/Spree befindet sich die als Flächennaturdenkmal geschützte Reiherkolonie Werder/Plattkow.